# Pycnoscelus surinamensis
Pycnoscelus surinamensis är en kackerlacksart som först beskrevs av Carl von Linné 1758.  Pycnoscelus surinamensis ingår i släktet Pycnoscelus och familjen jättekackerlackor. Inga underarter finns listade i Catalogue of Life.